# 뉴질랜드긴꼬리박쥐
뉴질랜드긴꼬리박쥐 또는 긴꼬리아랫볏박쥐(Chalinolobus tuberculata)는 애기박쥐과에 속하는 박쥐의 일종이다. 뉴질랜드의 토착종이지만, 오스트레일리아 및 그 밖의 지역에 서식하는 다른 아랫볏박쥐류와 근연 관계를 갖고 있다.
뉴질랜드아랫볏박쥐의 반향정위 신호는 일부 사람들이 들을 수 있는 비교적 낮은 주파수로 이루어져 있다. 시간당 60킬로미터를 비행할 수 있으며 아주 넓은 서식 영역(100km2)을 갖고 있다. 비행하는 식충성 동물로 주로 숲 가장자리를 따라서 나방과 각다귀, 모기, 딱정벌레 등과 같은 작은 곤충을 먹는다. 몸무게는 8~12g이다.
암컷은 여름에 한 마리의 새끼를 낳고 어릴때 홀로 키우지만, 다른 암컷들과 최대 120마리까지 모여서 모계 집단을 형성한다. 이 집단은 거의 매일 새로운 나무를 찾아 이동하며, 더 작은 무리로 나뉘거나 더 큰 무리를 다시 형성하기도 한다. 일부 지역에서는 석회암 동굴도 이용되지만 먹이를 찾는 기간 사이의 밤에 주로 머무르는 장소로 쓰인다.